# E.W. Thornton (schip, 1965)
De E.W. Thornton was een boorschip van Reading & Bates gebouwd in 1965 door Levingston Shipbuilding. Het ontwerp van Friede & Goldman was opmerkelijk, omdat dit een catamaran was. Enkele jaren daarvoor waren de Magnolia Drilling Barge No. 2 en de Magnolia Drilling Barge No. 4 samengevoegd tot C.P. Baker.
De E. W. Thornton kreeg in 1985 de naam E.A. Wilder en vlak voor het gesloopt werd in 1989 E.A. Yazab.